# Монастеро-Борміда
Монастеро-Борміда (італ. Monastero Bormida, п'єм. Monasté an Bormia) — муніципалітет в Італії, у регіоні П'ємонт,  провінція Асті.
Монастеро-Борміда розташоване на відстані близько 460 км на північний захід від Рима, 70 км на південний схід від Турина, 30 км на південь від Асті.
Населення — 964 особи (2014).

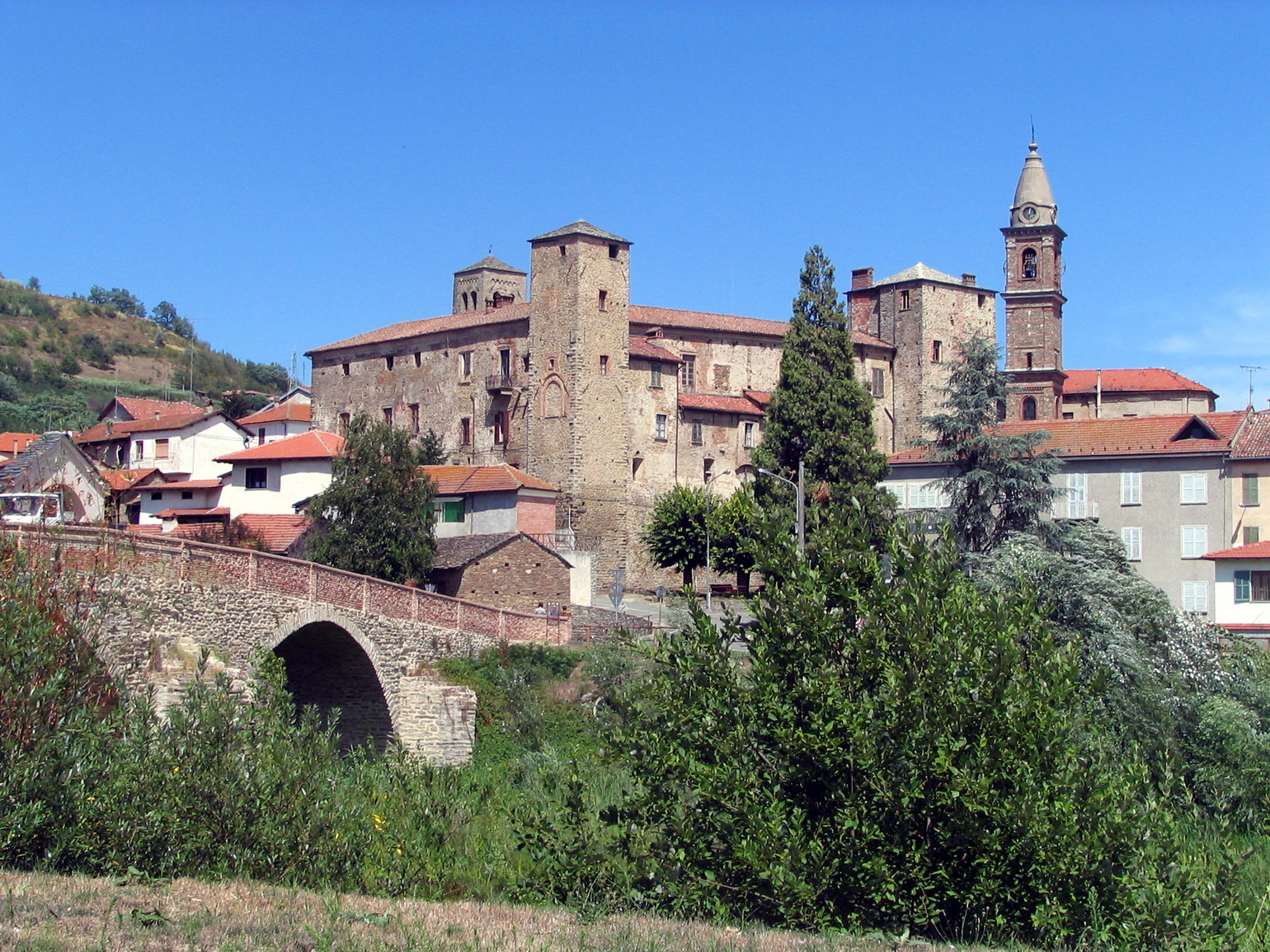

Щорічний фестиваль відбувається 22 травня. Покровитель — Santa Giulia.

## Демографія
Населення за роками:

Станом на 1 січня 2023 року в муніципалітеті офіційно проживало 68 іноземців з 13 країн, серед них 44 громадяни країн Євросоюзу.

## Сусідні муніципалітети

- Бістаньо
- Буббіо
- Кассінаско
- Деніче
- Лоаццоло
- Понті
- Роккаверано
- Сессаме